# Tomići (Vrbovsko)
Tomići su naselje u Hrvatskoj u sastavu Grada Vrbovskog. Nalaze se u Primorsko-goranskoj županiji.

## Zemljopis
Sjeverno je Radigojna, sjeverozapadno su Brod Moravice, zapadno-sjeverozapadno je Donja Dobra, zapadno-jugozapadno su Novi Lazi, jugozapadno su Stari Lazi i Gornji Vučkovići, južno-jugozapadno su Petrovići, južno su Donji Vučkovići, jugoistočno su Moravice, Bunjevci, Vukelići i Nikšići.

## Stanovništvo
| broj stanovnika | 73    | 104   | 99    | 97    | 76    | 70    | 80    | 93    | 65    | 48    | 50    | 34    | 20    | 18    | 18    | 13    | 12    |
|                 | 1857. | 1869. | 1880. | 1890. | 1900. | 1910. | 1921. | 1931. | 1948. | 1953. | 1961. | 1971. | 1981. | 1991. | 2001. | 2011. | 2021. |